# Pulegonă
Pulegona este un compus organic natural din clasa monoterpenoidelor, fiind regăsit în uleiul esențial al speciilor de Nepeta cataria, Mentha piperita și Mentha pulegium.